# 宝袋寺
寶帒寺（ほうたいじ、寶袋寺、宝袋寺）は、神奈川県横浜市緑区にある曹洞宗の仏教寺院である。山号は八幡山。

## 本尊
木造聖観音坐像で、運慶の作と伝わる。

## 寺名
当地で古い巾着が掘り出されたことに由来する。

## 歴史
慶長年間（1596年 - 1615年）に顕堂長察が開山した。 

## 伽藍
- 本堂 - 本尊が安置される。
- 薬師堂 - 寅薬師如来が安置され、寅年のみ開扉される。
- 鐘楼
- 白衣観世音菩薩
- 六地蔵
- 十六羅漢

## 所在地・交通
神奈川県横浜市緑区十日市場町895-1
- JR横浜線十日市場駅下車徒歩5分